# صفحة مطوية

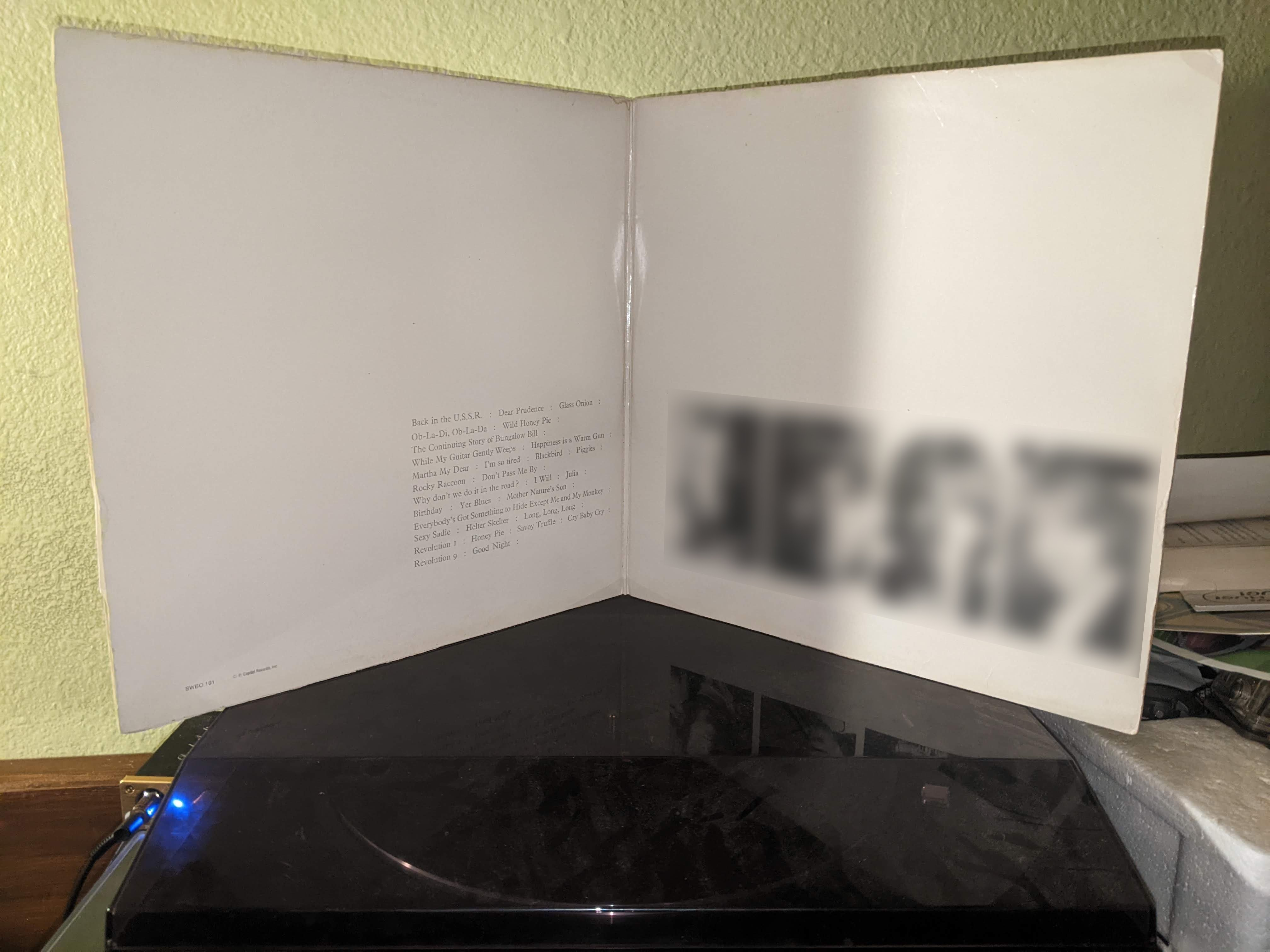
غلاف LP Gatefold، على وجه التحديد واحد من إصدار الفينيل الأصلي لإصدار فرقة البيتلز لعام 1968 الذي يحمل عنوانًا ذاتيًا (المعروف باسم الألبوم الأبيض). ملحوظة: تم حجب الصور الأربع بالأبيض والأسود لأعضاء الفرقة لأسباب تتعلق بحقوق الطبع والنشر

الصفحة المطوية هي نوع من الطي المستخدم في الدعاية التي تكون مع المجلات أو الأقسام، ولتغليف الوسائط مثل صناعة التسجيلات.

## غلاف أسطوانة الحاكي
غلاف الصفحة المطوية أو الصفحة المطوية لأسطوانة الحاكي هي شكل من أشكال التعبئة أسطوانات الحاكي التي أصبحت منتشرةً في منتصف الستينيات. غلاف الصفحة المطوية، عندما يتم طيه، يصير بنفس حجم غلاف أسطوانة الحاكي (أي 12½ بوصة، أو 32.7 سم، مربع). ويوفر غلاف الصفحة المطوية وسيلةً لوضع رسم فني، و/أو ملاحظات خطية، و/أو كلمات الأغاني التي لولاها لم يكن من الممكن وضعها على غلاف أسطوانات تقليدي. ولقد صار مشهورًا كامتداد لبروغريسيف روك، حيث إن الصفحة المطوية الموسعة المؤقتة التي وضعها روجر دين (Roger Dean) أو هانز رودولف غيجر (H. R. Giger) أصبحت مرتبطةً بألبومات كونسيبت. وأستُخدمت أيضًا أكمام الصفحة المطوية عندما شمل أحد الألبومات أكثر من أسطوانة واحدة؛ على سبيل المثال، قد يحتوي الألبوم المزدوج على أسطوانة واحدة في كل جزء من جزئي الغلاف.
بدءًا من أوائل الخمسينيات، استخدمت شركة أر سي إيه الصفحات المطوية في بعض إصدارات أغنية منفردة الفاخرة المكونة من 45 لفة في الدقيقة، مثل الأغاني الثمانية لنات كينغ كول، ومثل لا تنسى، وألبوم (EP) بأسطوانتين 45، الذي صدر عام 1952. ولقد شاع استخدام غلاف الصفحة المطوية لأسطوانات الحاكي في أواخر الخمسينيات من خلال قائد الفرقة ورائد التسجيلات المجسمة إينوك لايت (Enoch Light)، وبالتالي تمكّن من وضع الملاحظات الخطية التي كتبها ليصف الأصوات في كل أغنية على غلاف الألبوم. ومع ذلك، صرح الخبراء[بحاجة لمصدر] بأن أول غلاف لصفحة مطوية بأسطوانة الحاكي يُستخدم مع أسطوانة ⅓33 تقليدية كان من إصدار فيرف (Verve) كما كان إيلا فيتزجيرالد (Ella Fitzgerald) يغني قصائد من كتاب أغاني كول بورتر (Cole Porter) التي صدرت عام 1956، وكانت تضم 32 أغنية على أسطوانتين مجسمتين طويلتين على فيرف MGV-4001-2.
وفي السنوات الأخيرة، تم اعتماد غلاف الصفحة المطوية لأسطوانات الحاكي من أجل تغليف الأقراص المضغوطة، بدون تعبئة القرص الضوئي.

## أبرز الإصدارات التي استخدمت فيها الصفحة المطوية
تم استخدام هذه التقنية في العديد من أسطوانات الحاكي البارزة؛ وبخاصة:
- بيتلز (The Beatles) - فرقة نادي قلوب الفلفل الوحيدة
- بيتلز - بيتلز (الألبوم الأبيض)
- جون لينون (John Lennon) - بعض الوقت في مدينة نيويورك
- ديفيد باوي (David Bowie) - عقل علاء الدين
- ديفيد باوي - كلاب الماس
- ذا رولنغ ستونز (The Rolling Stones)- حفلات المتسولين
- ذا كينكس (The Kinks) - آرثر (أو سقوط الإمبراطورية البريطانية)
- ليد زيبلن (Led Zeppelin)- ليد زيبلن 2
- ليد زيبلن - ليد زيبلن 4
- كريم (Cream)- عجلات النار
- بينك فلويد (Pink Floyd)- ذا دارك سايد أوف ذا مون
- ياس - قريب من الحافة
- روكسي ميوزك (Roxy Music)- روكسي ميوزك
- شركة بابلك إيمدج (Public Image Ltd)- الصندوق المعدني (الإصدار الثاني)
- سوزي آند ذا بانشيز (Siouxsie and the Banshees)- الأيادي المشتركة
- ذا فول - نعمة هذه الامة المنقذة
- ذا سميس (The Smiths)-  ماتت الملكة
- ذا فيلفت أندرغراوند (The Velvet Underground) - ذا فيلفت أندرغراوند نيكو
- بوب ديلان (Bob Dylan)- شقراء على شقراء
- ذا ماذرز أف انفنشن (The Mothers of Invention)- افزع!
- ذا دورز (The Doors) - فندق موريسون
- ذا جيمي هندريكس إكسبرينس (The Jimi Hendrix Experience)- أكسيس: جرئ كالحب
- ذا جيمي هندريكس إكسبرينس (The Jimi Hendrix Experience)- ليدي لاند الكهربائية
- كارول كينغ (Carole King) - النسيج
- راي ستيفنذ (Ray Stevens) - احصل على أفضل مافي راس ستيفنز
- شيكاغو (Chicago)- شيكاغو 2
- مايلز ديفيس (Miles Davis) - مشروب إناث الكلب
- سلاي (Sly) ; حجر العائلة - قم!
- ذا جاكسون 5 (The Jackson 5) - ربما غدًا
- مايكل جاكسون (Michael Jackson) - خارج الحائط
- ستيفي واندر (Stevie Wonder)- الرؤى الداخلية
- فرقة الإخوة ألمان (The Allman Brothers Band)- فرقة الإخوة ألمان في شرق فيلمور
- سلاير (Slayer) - العالم مكسو بالدماء
- ديفتونز (Deftones)- المهر الأبيض
- يو تو (U2)- شجرة جوشوا

## في استخدامات أخرى
غالبًا ما تُستخدم إعلانات الصفحة المطوية وعناوينها كامتداد لأغلفة المنشورات، التي يتم طيّها للخارج لتداخل الغلاف أو للداخل لتنكشف عند فتح الغطاء. وتشمل المطويات المشابهة الصفحة المطوية المقسمة و سبادا.